# Paul Haefelin
Paul Haefelin, auch Paul Häfelin (* 18. Mai 1889 in Solothurn; † 27. November 1972 ebenda) war ein Schweizer Jurist und Politiker (Freisinnig-Demokratische Partei).

## Leben

### Familie
Paul Haefelin war der Sohn des Obersten und Kaufmanns Otto Haefelin († 23. September 1935) und dessen Ehefrau Pauline Mathilde (geb. Montandon).
Er war seit 1921 mit Louise (geb. Brosi) verheiratet.

### Werdegang
Paul Haefelin immatrikulierte sich zu einem Studium der Rechtswissenschaften an der Universität Bern, das er später an der Universität Lausanne, der Universität München und der Universität Leipzig fortsetzte; 1913 promovierte er in Leipzig mit seiner Dissertation Gründe und Folgen der Ehenichtigkeit nach dem schweizerischen Zivilgesetzbuch unter besonderer Berücksichtigung des deutschen Bürgerlichen Gesetzbuches zum Dr. jur.
Nach Beendigung des Studiums liess er sich als Fürsprecher und Notar in Solothurn nieder und wurde 1916 zum Amtsgerichtspräsidenten des Amtes Solothurn-Lebern gewählt.
1918 erfolgte seine Wahl zum Sekretär des Verbands der Uhren-, Schrauben- und Maschinenindustrie und 1921 zum Sekretär der Solothurnischen Handelskammer; dazu war er Redaktor der Zeitschrift Schweizer Uhr.
Er war Mitglied des Verwaltungsrats der Solothurn-Münster-Bahn, der Tonwerke Lausen AG der Emmentalbahn, der Helvetia Unfall für den verstorbenen Otto Hunziker der Berner Alpenbahngesellschaft Bern-Lötschberg-Simplon, der Emmental-Burgdorf-Thun-Bahn (1954 Wahl zum Vizepräsidenten und 1956 zum Präsidenten des Verwaltungsrats), der Allgemeine Schweizer Uhrenindustrie AG und der Metallwerke Dornach; 1928 wurde er, als Nachfolger von Rudolf Sarsasin-Vischer (1866–1935) sowie Vizepräsident der Ludwig von Rollschen Eisenwerke in Gerlafingen.
Paul Haefelin war Oberstleutnant der Infanterie.

### Politisches Wirken
1917 wurde Paul Haefelin in den Gemeinderat von Solothurn und zum Statthalter gewählt. Von 1933 bis zu seinem aus gesundheitlichen Gründen 1953 erfolgten Rücktritt war er Stadtpräsident von Solothurn.
Von 1925 bis 1939 war er Mitglied des Kantonrats, dessen Präsident er 1938 wurde. 1939 erfolgte seine Wahl in den Ständerat, zu dessen Vizepräsidenten er 1948 und zu dessen Präsidenten er 1950 gewählt wurde. 1959 trat er als Ständerat zurück und ihm folgte Gotthard Egli als Ständeratspräsident nach.
Haefelin war 1956 Präsident der Kommission des Ständerats, die den Entwurf des neuen Eisenbahngesetzes beriet, und 1959 hatte er den Vorsitz über das Gremium, das die Militärversicherung vorzuberaten hatte.
1958 war er Vizepräsident des Aktionskomitees gegen die Verfassungsvorlage über die Einführung des Frauenstimmrechts auf Bundesebene.
Seit 1937 führte er die FDP-Fraktion im Kantonsrat und von 1938 bis 1945 war er, als Nachfolger von Robert Schöpfer, Präsident der FDP des Kantons Solothurn. Nach seinem Rücktritt folgte ihm Otto Stampfli.
1941 übernahm er den Vorsitz des kantonalen Aktionskomitees für die Verwerfung der Reval-Initiative, das sich für eine Neuordnung des Alkoholwesens einsetzte.
Während des Zweiten Weltkriegs unterhielt Paul Haefelin gute Beziehungen zu Karl Fenchel († 1943) und zu Fritz Osthoff (* 1901), den Führern der reichsdeutschen Kolonie in Solothurn. So dankte Osthoff ihm unter anderem schriftlich für das Zurverfügungstellen von Versammlungsräumlichkeiten für die Kolonie, die dort (vor allem auch im Konzertsaal) ihre NS-Rituale veranstalteten, worauf Paul Haefelin die guten Beziehungen lobte und von seiner Studienzeit im Deutschen Reich schwärmte. 1943 bat Paul Haefelin Osthoff, sich für den zum Tod verurteilten Johann Mithlinger einzusetzen. Osthoff gab zwar an, aufgrund seiner Intervention sei Johann Mithlinger begnadigt worden, allerdings wurde dieser kurz nach einem letzten Besuch der Mutter hingerichtet. 1945 wurde Paul Haefelin der Vorwurf gemacht, er habe Fritz Osthoff 1941 auf Nachfrage schriftlich zugesichert, «dass keinem Deutschen ein Haar gekrümmt werde»; diese Aussage stritt er ab, er habe sich wegen der gespannten militärischen Lage um die Aufrechterhaltung der offiziellen Kontakte und einen diplomatisch-korrekten Ton bemüht.

## Mitgliedschaften
Paul Haefelin war ab 1950 Ehrenmitglied der Alt-Wengia, ab 1949 des Schweizerischen Fussball- und Athletikverbands, ab 1959 des reorganisierten Schweizerischen Fussballverbands und ab 1951 des FC Solothurn.
Er war Vizepräsident der 1936 gegründeten Kosciuszko-Gesellschaft.

## Schriften (Auswahl)
- Gründe und Folgen der Ehenichtigkeit nach dem schweizerischen Zivilgesetzbuch unter besonderer Berücksichtigung des deutschen Bürgerlichen Gesetzbuches. Leipzig, 1913.
- Fußball – ein Volks- und Weltsport. In: Der Bund vom 19. Juni 1954. S. 5 (Digitalisat).